# Большой Чигирь
Большо́й Чи́гирь (чув. Мăн Чăкăр) — деревня в Чебоксарском районе Чувашской Республики. Входит в состав Шинерпосинского сельского поселения.

## География
Находится в северной части Чувашии на расстоянии приблизительно 9 км на восток-юго-восток по прямой от районного центра поселка Кугеси.

## История
Известна с 1795 года как выселок деревни Четокова (ныне не существует) с 17 дворами. В 1897 году учтено 165 жителей, в 1926 — 34 двора, 156 жителей, в 1939—171 житель, в 1979—341. В 2002 году было 74 двора, в 2010 — 76 домохозяйств. В период коллективизации был образован колхоз «Чигирь», в 2010 году действовало ЗАО "Агрофирма «Ольдеевская». В 1977 году в Большой Чигирь была включена деревня Вурманкасы.

## Население
Постоянное население составляло 175 человек (чуваши 98 %) в 2002 году, 204 в 2010.